# Peltocephalus dumerilianus
Genre
Espèce
Synonymes
- Emys dumeriliana Schweigger, 1812
- Peltocephalus dumeriliana (Schweigger, 1812)
- Emys macrocephala Spix, 1824
- Emys tracaxa Spix, 1824

Statut de conservation UICN

 VU A1acd : Vulnérable
Statut CITES
Peltocephalus dumerilianus, le Peltocéphale d'Amazonie, est une espèce de tortue de la famille des Podocnemididae, la seule du genre Peltocephalus.

## Répartition
Cette espèce est endémique d'Amérique du Sud. Elle se rencontre :
- au Pérou dans la région de Loreto ;
- en Équateur ;
- en Colombie dans les départements d'Amazonas, de Caquetá, de Guainía, de Meta, de Putumayo, de Vaupés et de Vichada ;
- au Venezuela dans les États d'Amazonas et d'Apure ;
- en Guyane ;
- au Brésil dans les États d'Amapá, d'Amazonas, du Pará et du Roraima.

## Publications originales
- Schweigger, 1812 : Prodromus Monographia Cheloniorum auctore Schweigger. Königsberger Archiv für Naturwissenschaft und Mathematik, vol. 1, p. 271-368 & 406-458 (texte intégral).
- Duméril & Bibron, 1835 : Erpétologie Générale ou Histoire Naturelle Complète des Reptiles, vol. 2. Librairie Encyclopédique de Roret, Paris, p. 1-680 (texte intégral).